# 2020年德里騷亂

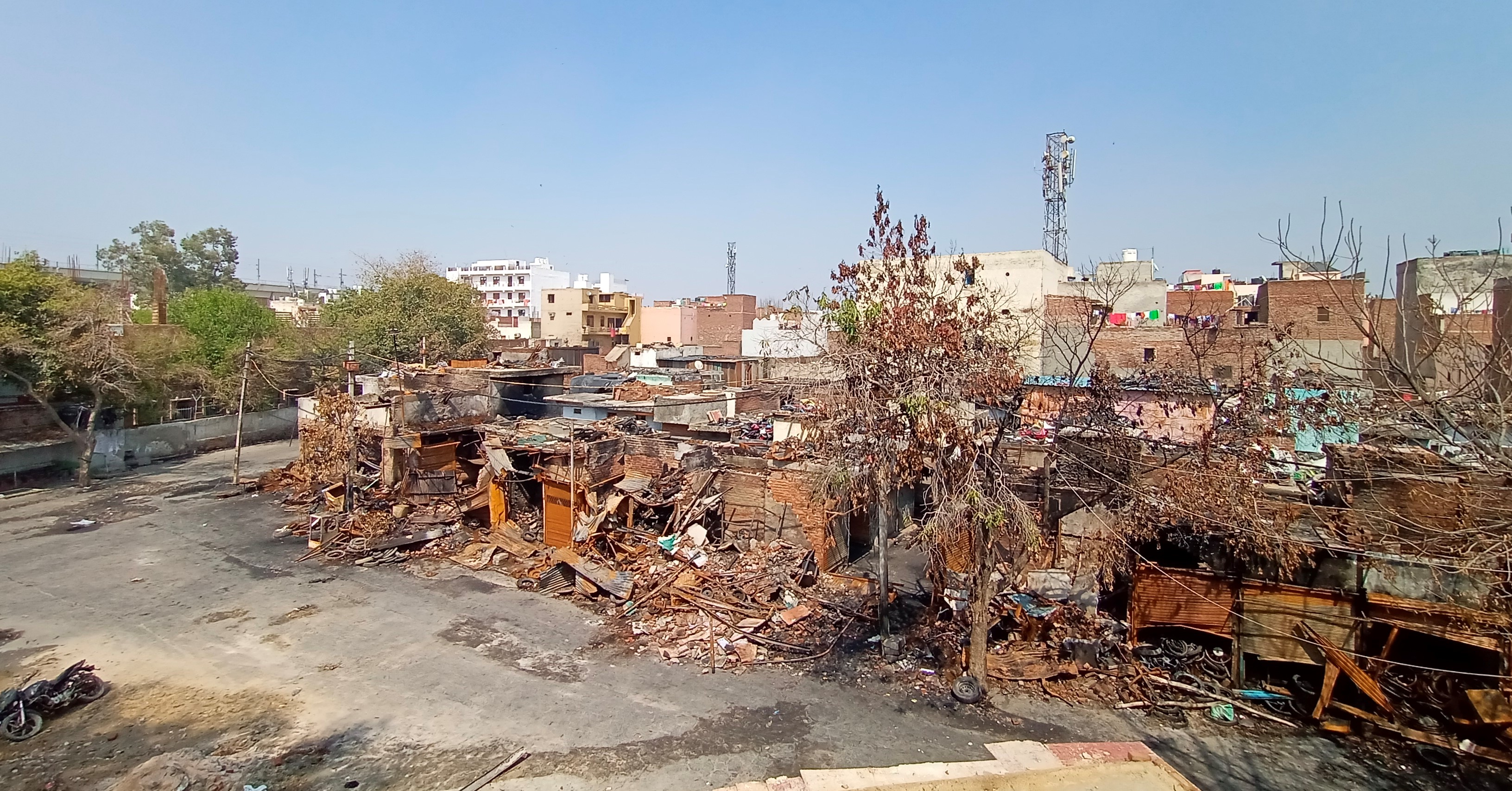
動亂爆發區域，攝於3月8日

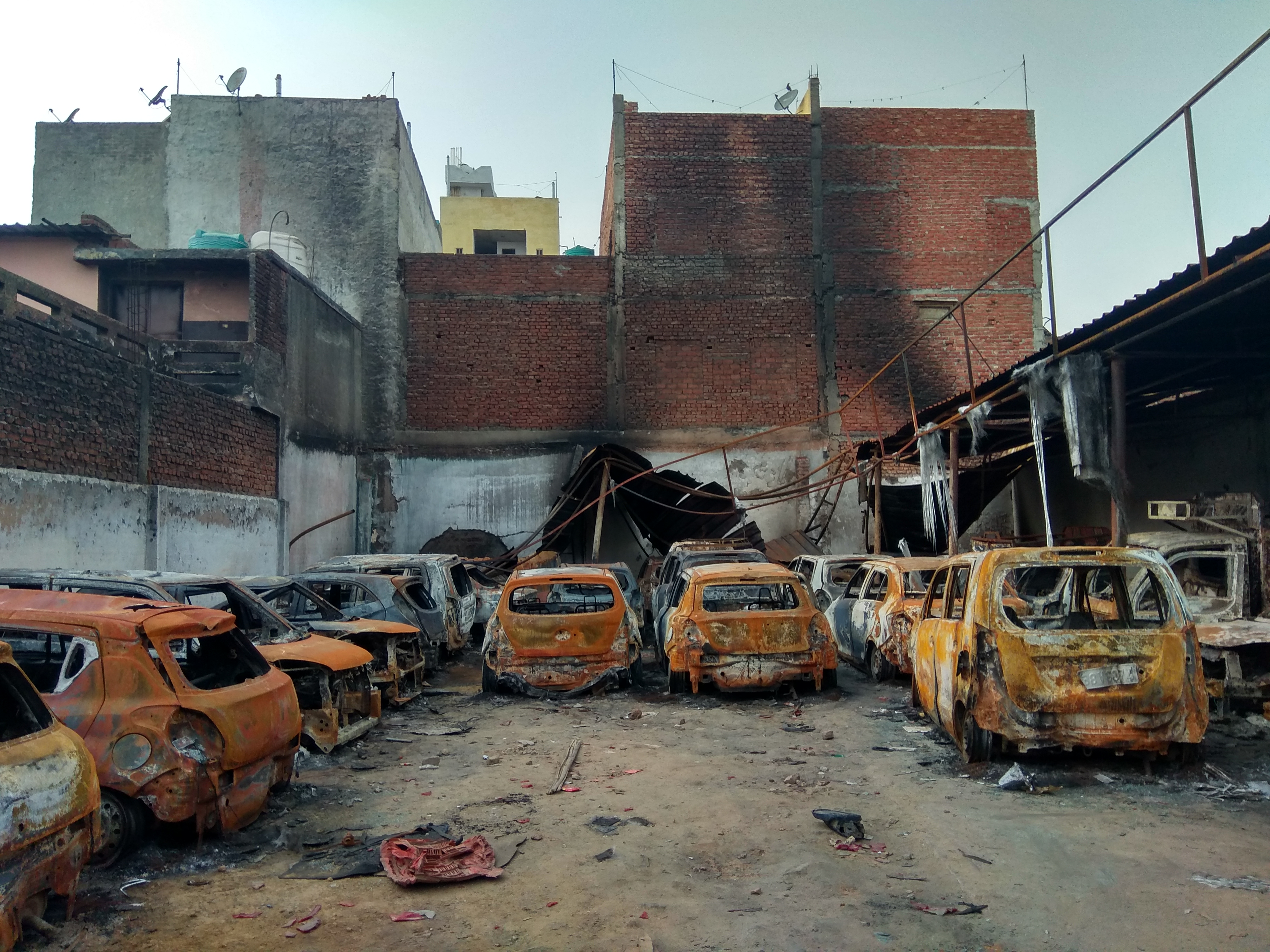
騷亂中被焚毀的車輛

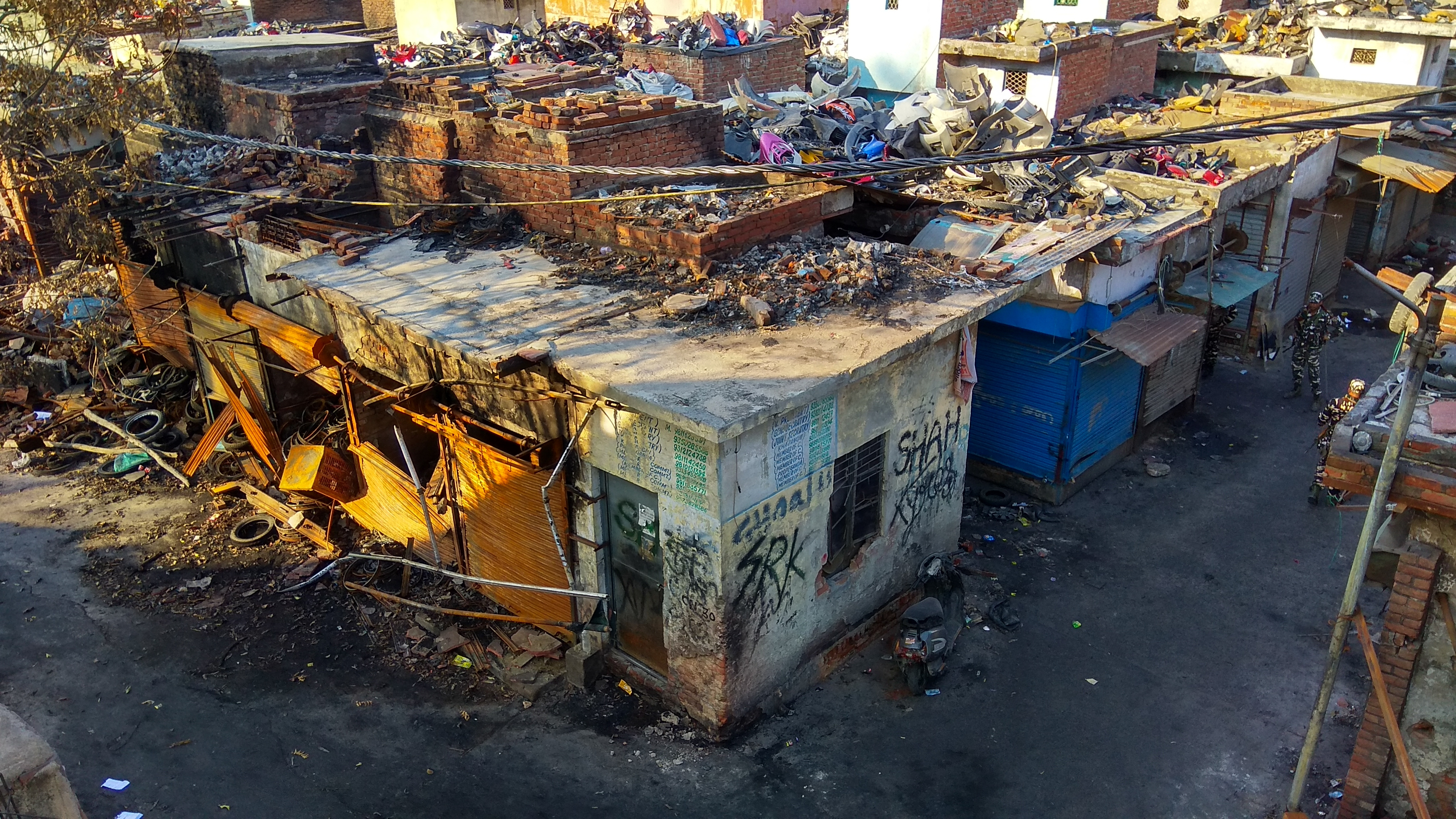
被焚毀的市集

2020年德里騷亂是2020年2月23日至29日印度德里東北部印度教暴民襲擊穆斯林的動亂，共造成53人喪生，其中約三分之二（36人）為被槍殺、砍殺或燒死的穆斯林，陣亡者還包括一名警察與一名情報人員。此次動亂爆發的導火線為德里東北部賈夫夫拉巴德自2019年12月開始、以穆斯林女性為主的沙欣巴格抗爭，旨在反對剛通過的2019年公民身份法（修正案），阻塞了當地的主要道路，2月23日印度教民族主義政黨印度人民黨領袖卡皮尔·米什拉呼籲德里警方清空道路，否則將採取反制行動，威脅發出後衝突隨即爆發 ，暴動者頭戴安全帽，攜帶手槍、刀劍、棍棒與石頭等武器，持象徵印度教的藏紅花旗進入穆斯林社區，呼喊「羅摩勝利 」的印度教口號，警方則在旁觀看、未加制止，因穆斯林多曾受割禮，印度教徒則無，許多人遇襲時被迫拖去下身衣著，確認穆斯林身份後便遭攻擊。動亂中有大量穆斯林的房屋、商店與四座清真寺被破壞，其中有些遭縱火焚毀；某些地區的穆斯林集結起來反擊，至印度教社區持槍射擊或投擲汽油彈與石頭，有些社群則團結起來自保。
印度政府稱此騷亂為突發事件，德里高等法院下令後警方協助移送傷患後，德里警方於26日進入衝突區域，印度國家安全顧問阿吉特·多瓦尔也前往衝突地區訪視，總理莫迪則在推特發文呼籲和平。當地民眾、人權組織與各國穆斯林領導人均指控德里警方未盡保護穆斯林的職責，甚至有錄像顯示警方協助印度教暴徒對付穆斯林，也有目擊者稱有警察加入暴徒的行列攻擊穆斯林。
騷亂後有約1000名穆斯林離開家園，到德里周邊的數個救濟營中避難，2月底許多穆斯林離開當地，德里其他區域的穆斯林也有許多人因擔心自身人身安全而遠赴外地避難。事後仍有印度教組織上街遊行，自稱為穆斯林暴力攻擊的受害者，3月9日侯麗節前數天也有印度教徒進入穆斯林社區示威，衝突造成印度教徒與穆斯林的對立加劇，反穆斯林的情緒高漲，許多資深律師宣布拒絕為騷亂受害者辯護，有些年輕的穆斯林律師則免費接案。